# Ashland (Oregon)

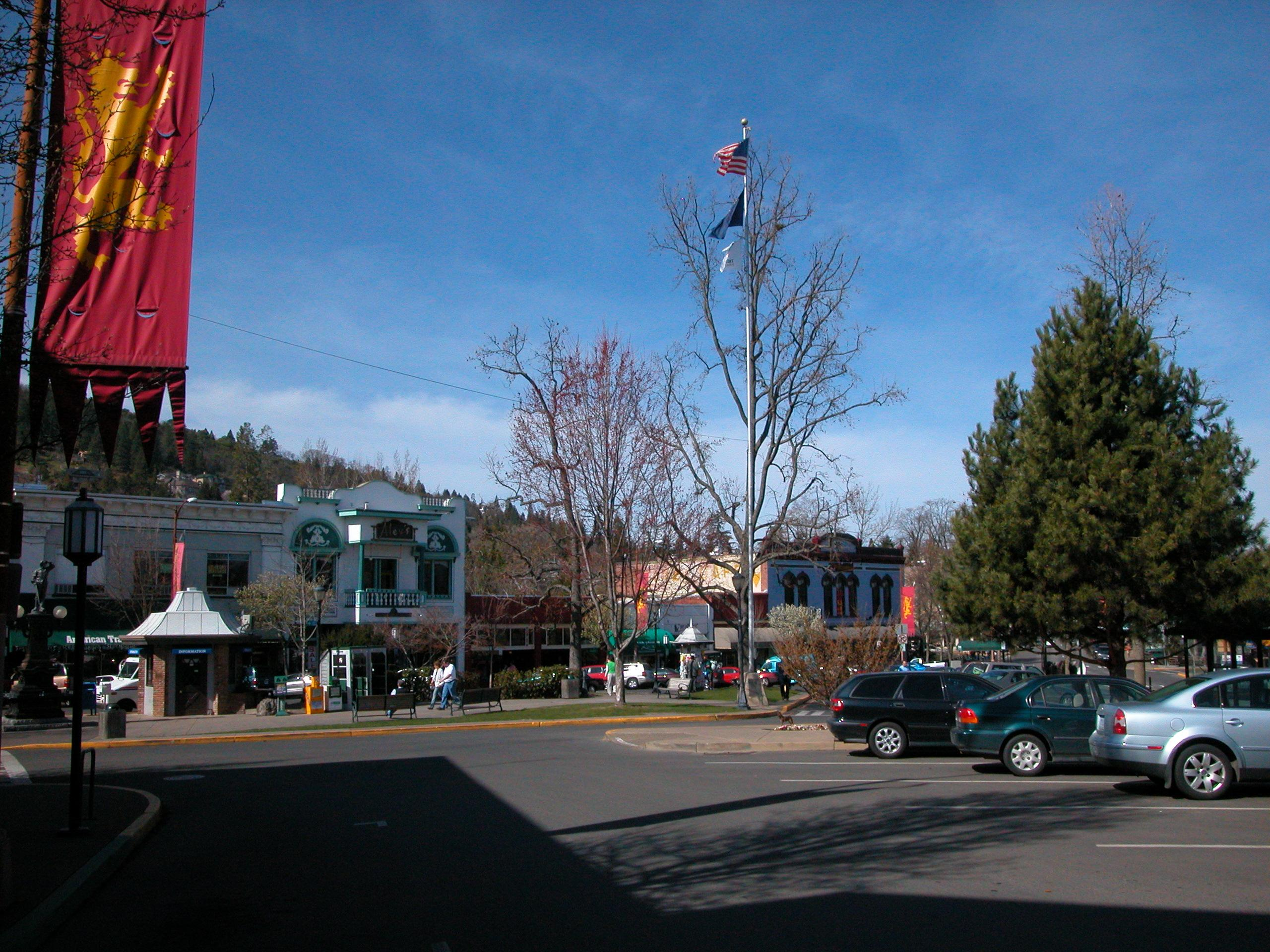
Ashland, Oregon, plaza

Ashland – miasto w hrabstwie Jackson w stanie Oregon, USA. Według spisu powszechnego z roku 2000 miasto miało 21 430 mieszkańców.
Miasto znajduje się 24 km od północnej granicy stanu Kalifornia i niedaleko autostrady nr 5.
Każdego roku w Ashland od lutego do października trwa narodowy Oregon Shakespeare Festival na który sprzedaje się ponad 350 000 biletów i przyciąga około 100 000 turystów stąd znaczącą część dochodów miasta stanowią zyski z turystyki.
W mieście znajduje się szkoła wyższa "Southern Oregon University" w której około 4800 osób studiuje głównie: biznes, nauki społeczne i humanistyczne oraz kilka innych kierunków.

## Związani z Ashland
- David Fincher, producent filmowy
- Winona LaDuke, działaczka na rzecz ochrony środowiska, ekonomistka
- Sonny Sixkiller, aktor
- Neale Donald Walsch, pisarz, dziennikarz znany z Rozmów z Bogiem
- Jon Micah Sumrall, wokalista, współzałożyciel zespołu "Kutless"

## Miasta partnerskie
- Guanajuato, Meksyk